# Tomistoma úzkohlavá
Tomistoma úzkohlavá, známá též jako gaviál sundský, krokodýl úzkohlavý a sundský gaviál (Tomistoma schlegelii), je krokodýl z čeledi gaviálovití (Gavialidae) a jediný žijící zástupce rodu tomistoma (Tomistoma). Druh popsal Salomon Müller v roce 1838. Obývá jihovýchodní Asii. Mezinárodní svaz ochrany přírody jej řadí mezi ohrožené druhy.

## Evoluce
Podčeleď Tomistominae se objevuje poprvé v období přelomu paleocénu a eocénu, asi před 55 miliony let. V období paleogénu i většiny neogénu jde o velmi rozšířenou a různorodou skupinu, zahrnující množství různých rodů a druhů.

## Taxonomie
Tomistoma úzkohlavá byla dříve řazena do čeledi krokodýlovití (Crocodylidae) a monotypického rodu tomistoma (Tomistoma). Do této čeledi byl rod zařazen na základě anatomických znaků. Molekulární analýza z roku 2007 nicméně objevila genové sekvence společné pouze s gaviály a tento druh by tedy měl být přeřazen do čeledi gaviálovití (Gavialidae).
Druh objevil H. Schlegel, po němž nese druhové jméno a popsal jej Salomon Müller roku 1838. Rodové jméno tomistoma znamená v překladu z řečtiny ostrá tlama.

## Výskyt
Tomistoma úzkohlavá se vyskytuje v jihovýchodní Asii, a sice 5° severně a jižně od rovníku. Vyskytuje se na ostrovech Sumatra, Borneo a na západní Jávě a také na Malajském poloostrově. Největší populace se vyskytují na Kalimantanu a na Sumatře, populace na Jávě je pravděpodobně malá, v Thajsku i Vietnamu je druh již pravděpodobně vyhuben.
Tomistoma úzkohlavá se může vyskytovat v řadě sladkovodních biotopů (nížinné sladkovodní bažinaté lesy, zaplavené lesy, bažiny, jezera, objevuje se i v druhotných lesních stanovištích), avšak pro jeho život je nutná také suchá zem, na kterou klade vejce a vyhřívá se zde na slunci. Maximální nadmořská výška činí 200 m n. m.

## Popis
Tomistoma úzkohlavá měří 4 až 5 m, avšak mohou existovat i větší jedinci. V zajetí může tento krokodýl dosahovat hmotnosti 93 až 210 kg. U druhu je vyvinut pohlavní dimorfismus, samci jsou větší než samice. Trup je hydrodynamicky stavěn, ocas dobře osvalen. Podobně jako gaviál indický má tomistoma úzkohlavá dlouhé čelisti, je v nich 76 až 84 zubů. Oči s nosními otvory leží na vrchu hlavy a zůstávají nad hladinou, když se krokodýl potopí. Zbarvení je u samců i samic včetně mláďat tmavé, na břiše krémové, ocas je posázen černými pruhy, tmavé skvrny se nacházejí rovněž na čelistech.

## Chování

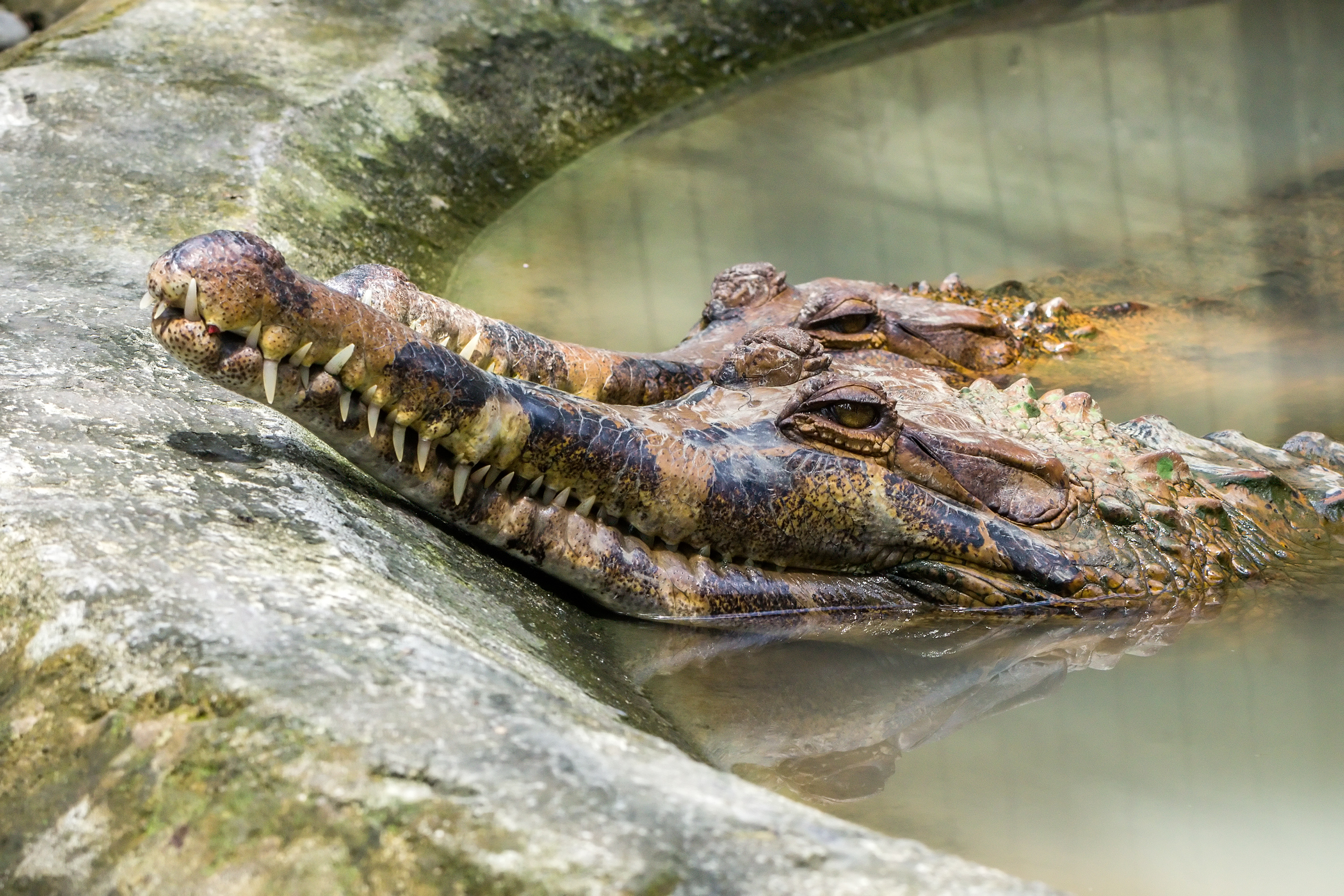
Pár tomistom

O chování tomistomy úzkohlavé nebylo zjištěno dostatečné množství informací. Většinu času tráví ponořena pod vodou s vyčnívajícíma očima a nozdrami, avšak je schopna i ponoru až na dvě hodiny, čehož dosáhne zpomalením metabolismu. Vyhřívání na slunci u tohoto druhu není časté. Velikost teritoria nebyla zjištěna, avšak jedinci chovaní v zajetí k sobě neměli agresivní sklony. Tomistomy se dorozumívají hmatem, čichem a zrakem, na rozdíl od ostatních druhů krokodýlů jsou naopak spíše tiché. Na velké části těla má tento druh smyslové orgány citlivé na tlak okolní vody, čímž vyhledává kořist. Jejich čelisti jsou vhodné na chytání ryb, avšak na rozdíl od indického gaviála může tomistoma požírat i jiná zvířata, například savce, zaznamenány byly útoky na makaky jávské (Macaca fascicularis) či prasata divoká (Sus scrofa). Je oportunistickým živočichem, nepohrdne různými druhy potravy.

### Rozmnožování
Rozmnožování nastává dvakrát za rok v období dešťů. Samotnému páření předchází rozmnožovací rituál, při kterém samec obeplouvá samici, případně se mohou navzájem bít ocasy. Koitus probíhá vždy jednou denně, ale po dobu až jednoho týdne. Samice následně naklade do hnízda, které postaví z písku a různé vegetace a jehož výška se odhaduje na 45 až 60 cm, snůšku o průměrném počtu 30 vajec. V rámci krokodýlů jsou velice velmi mohutná, o rozměrech asi 9,5 × 6,2 cm a hmotnosti 155 g. Po 90–100 dnech se vylíhnou mláďata. Neexistují důkazy k tomu, že by se tomistomy o svá mláďata staraly, což je vzácnost mezi krokodýly. Kvůli tomu patrně některá mláďata padnou za oběť predátorům, žerou je například divoká prasata a větší plazi. Pohlavní dospělosti je dosaženo ve dvaceti letech, což je u krokodýlů taktéž nezvykle vysoké číslo. Ve volné přírodě se druh může dožít 60 až 80 let.

## Ohrožení

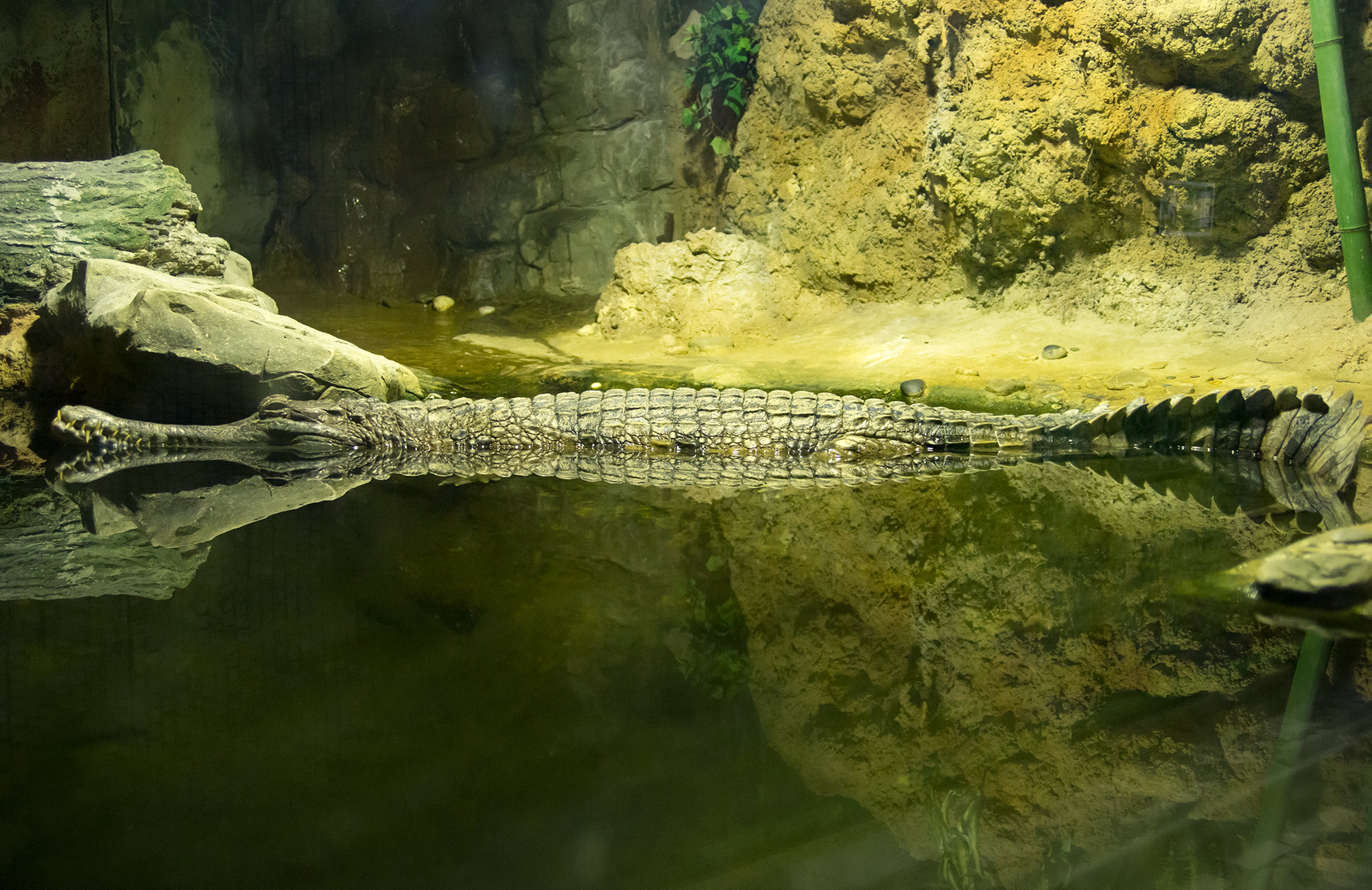
Tomistoma úzkohlavá v zoologické zahradě v Moskvě

Tomistoma úzkohlavá je vedena Mezinárodním svazem ochrany přírody jako ohrožený druh s klesající populací o méně než 2 500 kusech. Nebezpečí způsobuje ztráta přirozeného prostředí – bažinatých lesů, v současné době především jako následek rozšiřování plantáží olejných palem. Dalším nebezpečím jsou divoká prasata, která žerou vejce těchto krokodýlů, někdy jsou vejce rovněž vysbírávána lidmi. Lov pro kůži probíhal mezi 50. až 70. lety 20. století, nicméně ke komerčnímu lovu již nedochází, i protože není tento druh pro svou kůži příliš ceněn. Lokální nebo náhodný odlov jedinců a vajec z volné přírody však stále představuje menší hrozbu.
Druh je zapsán na Úmluvu o mezinárodním obchodu s ohroženými druhy volně žijících živočichů a rostlin v první příloze. Od 90. let 20. století probíhají výzkumy a sčítání jedinců ve volné přírodě, které mimo jiné přinesly některé informace o ekologii druhu. Ochrana druhu je však stále omezena, prakticky všechny ochranné iniciativy byly doposud prováděny primárně dobrovolnicky a s omezenými prostředky.